# Guido de Bres
Guido de Bres (también conocido como Guido de Bray, Guy de Bray y Guido de Brès, 1522 - 31 de mayo de 1567) fue un pastor valón, reformador protestante y teólogo, estudiante de Juan Calvino y Theodore Beza en Ginebra. Nació en Mons, condado de Henao, sur de los Países Bajos, y fue ejecutado en Valenciennes, a los 45 años. De Bres compiló y publicó la Confesión de Fe de Valonia conocida como la Confesión Belga (1561) (Confessio Belgica) todavía en uso hoy en Bélgica y los Países Bajos. También es utilizado por muchas iglesias reformadas en todo el mundo. 

## Primeros años
Guido de Bres nació en Mons, hoy en el suroeste de Bélgica. Su padre era conocido anteriormente como Jean Du Beguinage (alternativamente: Jan le Béguinage) era un blauschilder itinerante [lit. pintor azul] que es indicativo del proceso de esmaltado de estaño, un precursor de Delftware, introducido en los Países Bajos por Guido de Savino en 1512 en Amberes. Jean cambió su nombre al de De Bres cuando se instaló en Mons y con su esposa tuvo cinco hijos: Jehan, Jherome, Christoffel, Guido y su hija Mailette. Rehalenbeck sugiere otro hijo, Michel. 
De Bres fue criado por su madre, una católica devota hasta el final de sus días. Los nombres de la madre de Guido son desconocidos además del de De Bres. Guido era católico y era muy fuerte en esa fe en todos los sentidos. No se sabe mucho de los primeros años de vida de Guido, aparte de que siguió a su hermano Jehan a la escuela a la edad adecuada y después de una educación básica siguió a su padre para aprender el oficio de blauschilder. 
La familia De Bres era conocida por sus habilidades en la pintura sobre vidrio, y el joven Guido fue entrenado en este arte antes de mudarse a Inglaterra . En su adolescencia, se convirtió en seguidor de la religión protestante como lo enseñó Martín Lutero. Más tarde se convirtió al calvinismo. Conoció y estudió con Juan Calvino en la academia de Ginebra, donde Calvino enseñó. 

## Carrera
Guido se convirtió entre los 18 y los 25 años. Es casi seguro que se familiarizó con la fe reformada a través de obras impresas. El 22 de septiembre de 1540, una proclamación prohibió una gran cantidad de libros: de Erasmo en latín, Melanchthon, Eobanus Hessus y otros, así como el Nuevo Testamento, los Evangelios, las Epístolas y los libros proféticos de la Biblia en francés y flamenco. Estos libros fueron considerados heréticos por las autoridades de la Iglesia católica. En 1543 se quemaron libros en el mercado de Lille: La Doctrines des Enfants (un catecismo luterano), también Lamentaciones de Jesucristo, La Sant Otraison y un libro de un sacerdote flamenco titulado: Cartas Institución 2. 
En 1548, mientras Guido todavía estaba en Mons, forjó una amistad con una pareja inglesa: el Sr. Nicholas y su esposa. El señor Nicholas, su amigo y dos esposas fueron capturados por las autoridades y acusados de subversión de la fe católica. Fueron encarcelados junto con varios protestantes de esa zona. Guy luego huyó a Inglaterra, durante el reinado de Eduardo VI . El 4 de noviembre de 1547, el parlamento inglés había decidido permitir que los dos elementos utilizados en la comunión fueran disfrutados por todas las personas. Es probable que Guido haya acompañado a varios refugiados de Europa continental: Tremellius, Valérand Poullain, Martin Bucer, John a Lasco, Jan Utenhove, Marten de Klyne (Marten Micron o Micronius), Wouter Deelen, François Perucel de la Rivière y otros. Mientras estaba en Inglaterra, Guido asistió a la iglesia de John a Lasco, y en 1551 también se familiarizó con la Confesión de Londres de Lasco. El grupo más grande de refugiados provenía de los Países Bajos. John a Lasco sirvió como superintendente de varias congregaciones extranjeras, incluidas las holandesas. Lasco era un noble polaco con tendencias zwinglianas (1551). Guido dejó Inglaterra en 1552 antes de que María, Reina de Inglaterra, llegara al trono. 
De Bres fue a Alemania y luego regresó a Ginebra . Alrededor de 1559 regresó a los Países Bajos, pero ahora como un predicador calvinista viajero. De 1559 a 1561 se desempeñó como ministro residente en Tournai. En 1561, De Bres fue autor de la Confesión belga . Esta confesión estaba destinada al gobierno español para mostrarles que los calvinistas no eran un movimiento sectario radical anabautista, sino que exigían una Reforma en el sentido bíblico de la Iglesia católica . El texto está fuertemente influenciado por los "Institutos de la religión cristiana" de Calvino y el credo de los hugonotes franceses. El credo fue impreso por Jean Crespin en Ginebra. En la noche del 1 de noviembre de 1561, De Bres arrojó su credo sobre el muro del castillo de Tournai, donde se quedó Margarita de Parma, gobernadora de los Países Bajos, para llevar la confesión ante el gobierno español.

## Muerte
En 1567, después del asedio de Valenciennes De Bres fue arrestado por sus creencias calvinistas y su rebelión durante el asedio. Fue juzgado ante la Inquisición española, recibió la pena de muerte y fue ahorcado en Valenciennes. Murió frente a una gran multitud después de hacer una declaración final de sus creencias. El verdugo lo empujó del andamio mientras se dirigía a la multitud. Doce días antes de su muerte, escribió una carta a su esposa, que habla de su confianza en Dios. 

## Legado
De Bres escribió varios libros. La Confesión belga es parte de las Tres Formas de Unidad, un conjunto de declaraciones oficiales de doctrina utilizadas por iglesias con raíces en la tradición reformada continental. Su texto todavía se usa ampliamente, en particular entre las iglesias reformadas confesionalmente. 